# Blahová
Blahová (in ungherese Sárrét) è un comune della Slovacchia facente parte del distretto di Dunajská Streda, nella regione di Trnava.